# Lista de instituições de ensino superior da Venezuela

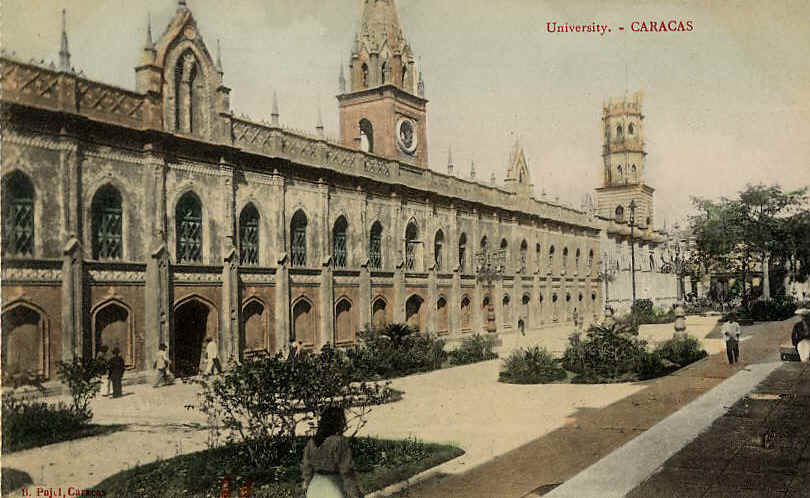
A Universidade Central da Venezuela e o antigo campus em 1911. O prédio também serviu como local para a Biblioteca Nacional, quando foi fundada em 1833. Ela é conhecida como o "Palacio de las Academias".

A Venezuela possui uma ampla gama de universidades, oferecendo faculdades variadas em temas, distribuídas num total de 23 universidades públicas e 24 privadas localizadas em vários estados. Em decorrência de um decreto real assinado por Filipe V de Espanha, a Universidade Central da Venezuela — a universidade mais antiga — foi fundada em 1721 como "Universidad Real y Pontificia de Caracas". O campus  originalmente era conhecido pela designação não-oficial de "Palacio de las Academias", entretanto, em 1944, o presidente Isaías Medina Angarita renomeou-a para Cidade Universitária de Caracas.

## Lista

### Públicas

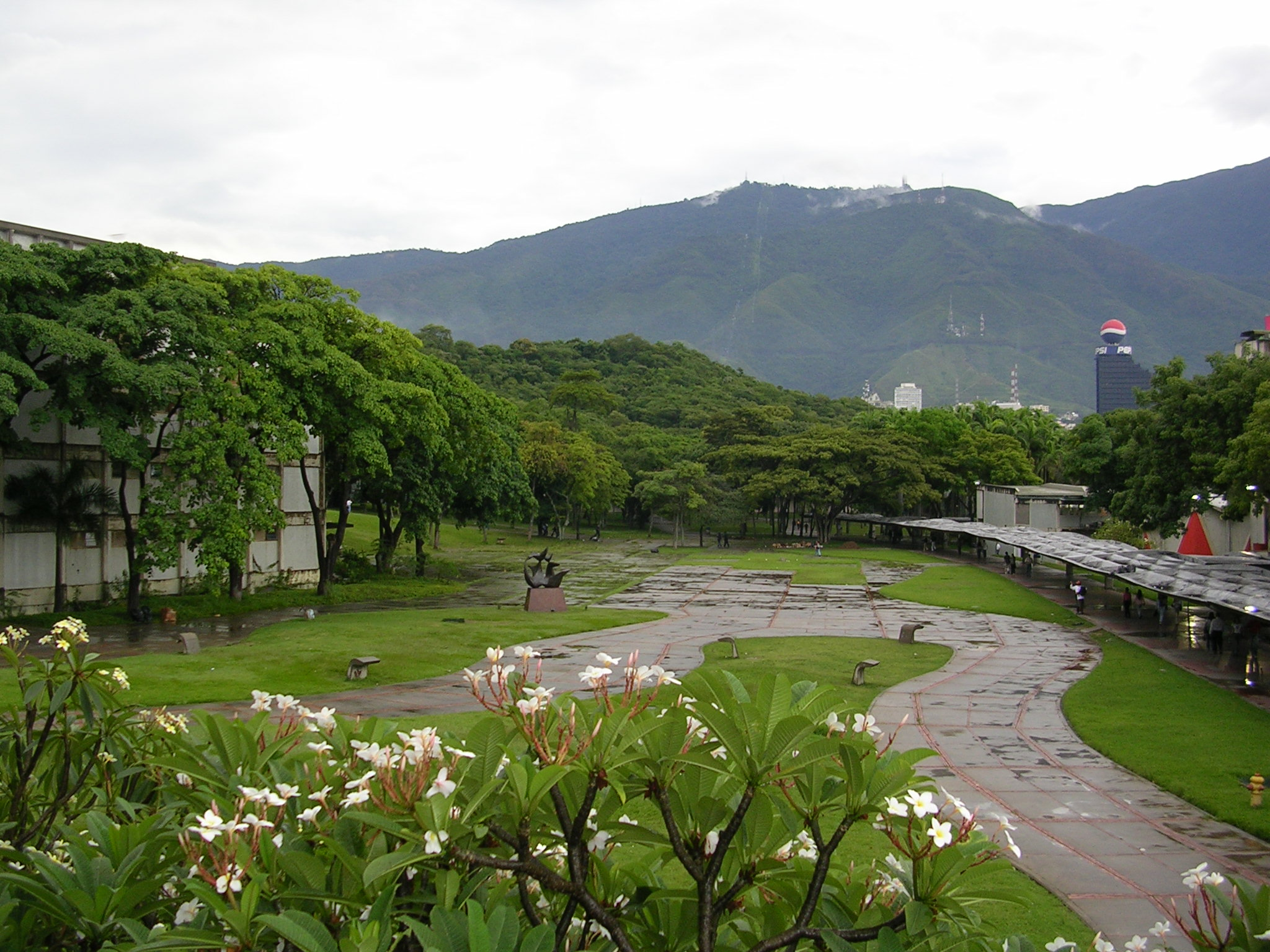
A Universidade Central da Venezuela

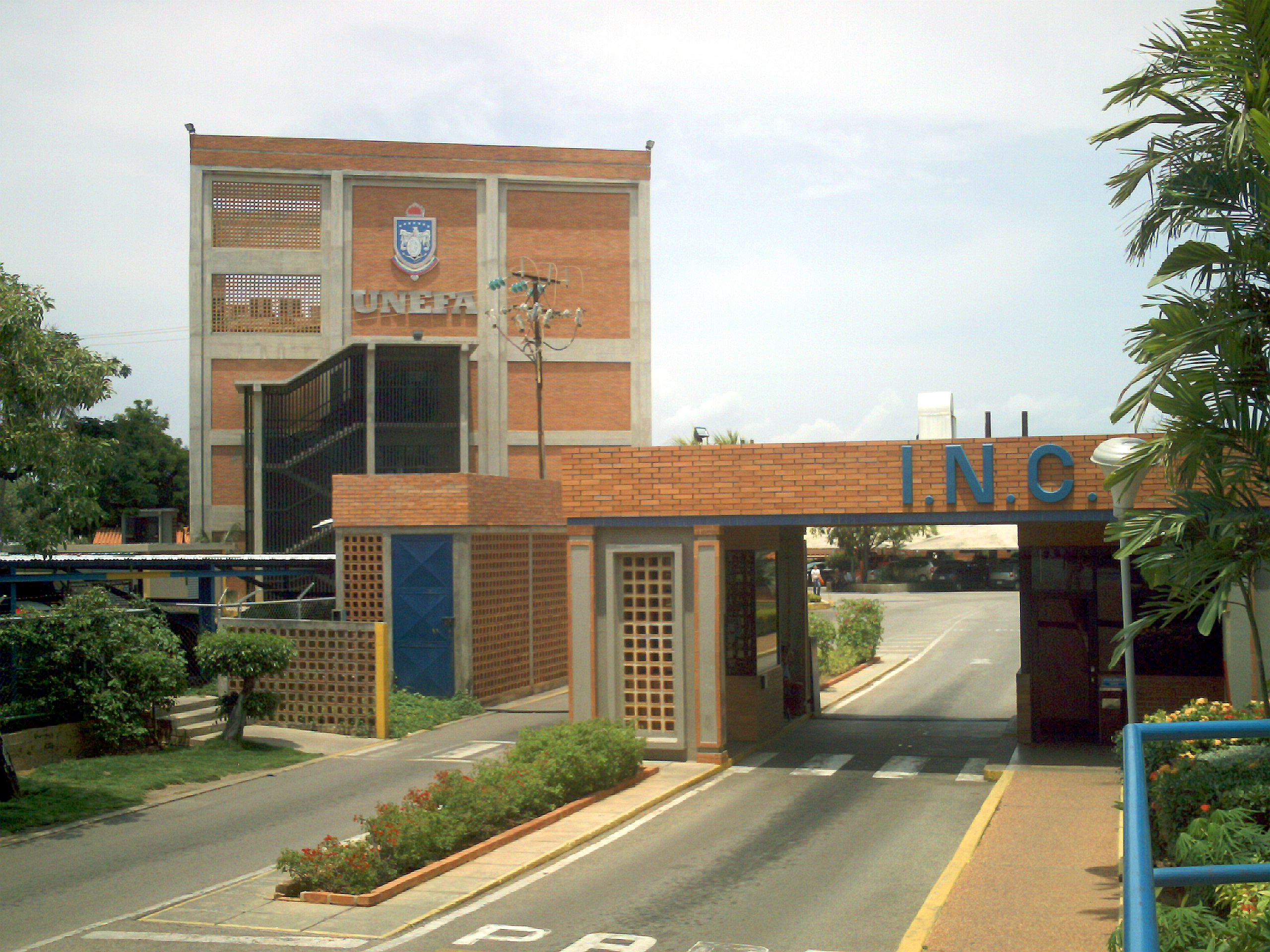
The Universidad Politécnica de la Fuerza Armada Nacional estabelecida em 1974 por uma resolução do ministro da defesa e o presidente da Venezuela, Rafael Caldera.

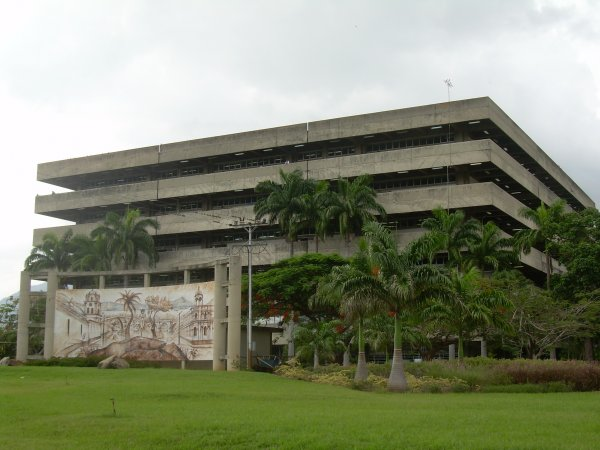
Universidade de Carabobo

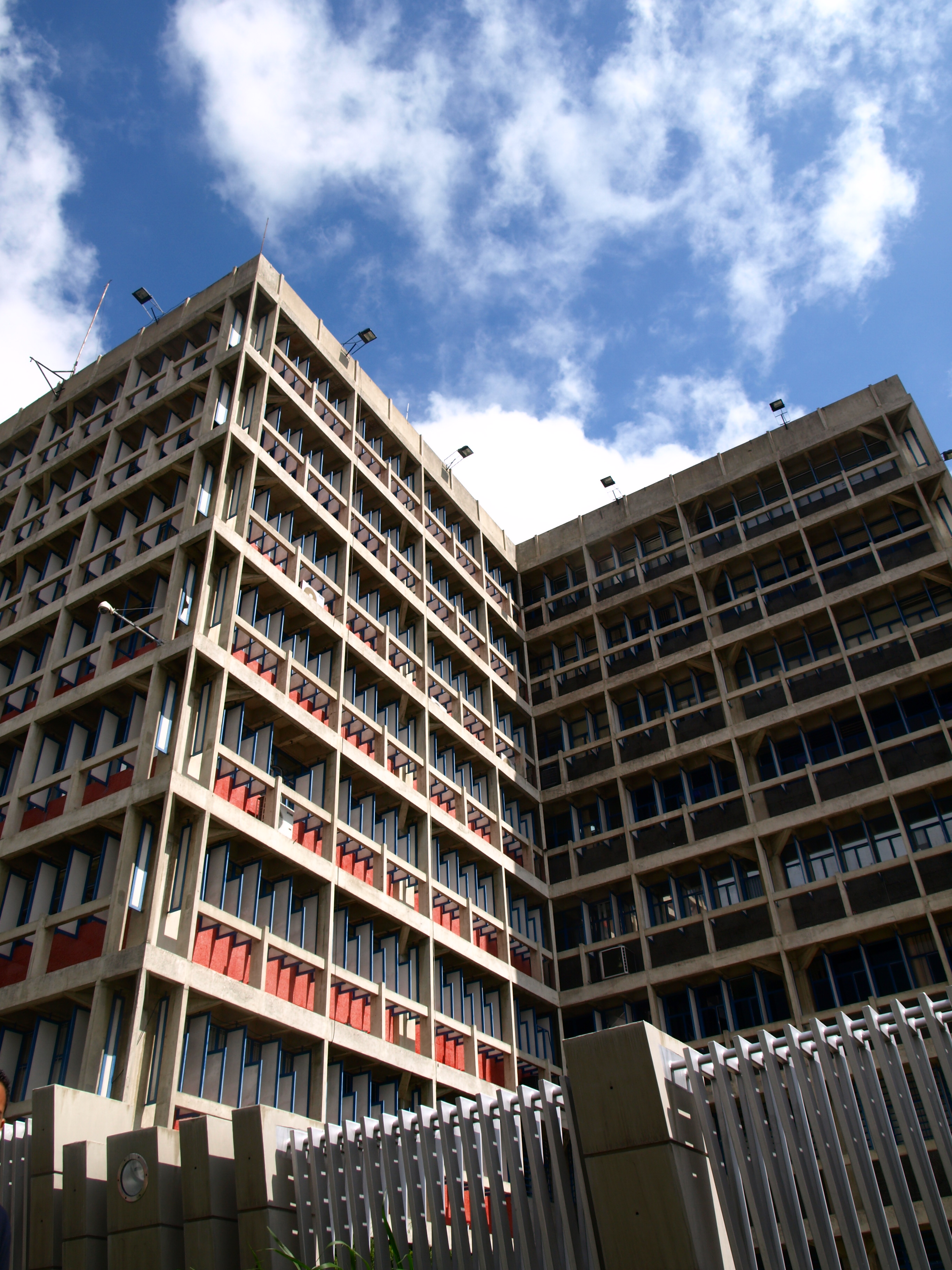
Universidad de Los Andes fundada em 1810 como "Real Universidad de San Buenaventura de Mérida de los Caballeros".

| Nome                                                             | Fundação | Sede[A]                | Ref.   |
| ---------------------------------------------------------------- | -------- | ---------------------- | ------ |
| Universidade Bolivariana da Venezuela (UBV)                      | 2003     | Caracas                | [ 5 ]  |
| Universidade Central da Venezuela (UCV)                          | 1721     | Caracas                | [ 1 ]  |
| Universidad Centro Occidental Lisandro Alvarado (UCLA)           | 1962     | Barquisimeto           | [ 6 ]  |
| Universidade de Carabobo (UC)                                    | 1892     | Valencia               | [ 3 ]  |
| Universidad Indígena de Venezuela (UIV)                          | 2000     | Bolívar                | [ 7 ]  |
| Universidade Experimental Nacional da Grande Caracas (UNEXCA)    | 2018     | Caracas                | [ 8 ]  |
| Universidad Nacional Experimental de Guayana (UNEG)              | 1982     | Puerto Ordaz           | [ 9 ]  |
| Universidad de Los Andes (ULA)                                   | 1810     | Mérida                 | [ 4 ]  |
| Universidad de Los Llanos Centrales Rómulo Gallegos (UNERG)      | 1977     | San Juan de los Morros | [ 10 ] |
| Universidad de Los Llanos Occidentales Ezequiel Zamora (UNELLEZ) | 1975     | Barinas                | [ 11 ] |
| Universidad Nacional Experimental del Táchira (UNET)             | 1974     | San Cristóbal          | [ 12 ] |
| Universidad Nacional Experimental de Yaracuy (UNEY)              | 2000     | San Felipe             | [ 13 ] |
| Universidad del Zulia (LUZ)                                      | 1891     | Maracaibo              | [ 14 ] |
| Universidade de Oriente (UDO)                                    | 1958     | Cumaná                 | [ 15 ] |
| Universidad Nacional Experimental Francisco de Miranda (UNEFM)   | 1977     | Santa Ana de Coro      | [ 16 ] |
| Universidad Marítima del Caribe (UMC)                            | 2000     | Catia La Mar           | [ 17 ] |
| Universidad Nacional Abierta (UNA)                               | 1977     | Caracas                | [ 18 ] |
| Universidad Pedagógica Experimental Libertador (UPEL)            | 1983     | Caracas                | [ 19 ] |
| Universidad Politécnica Antonio José de Sucre (UNEXPO)           | 1979     | Barquisimeto           | [ 20 ] |
| Universidad Politécnica de la Fuerza Armada Nacional (UNEFA)     | 1974     | Caracas                | [ 2 ]  |
| Universidad Rafael María Baralt (UNERMB)                         | 1982     | Cabimas                | [ 21 ] |
| Universidade Simón Bolívar (USB)                                 | 1967     | Caracas                | [ 22 ] |
| Universidad Simón Rodríguez (UNESR)                              | 1971     | Caracas                | [ 23 ] |
| Universidad Sur del Lago Jesús María Semprum (UNESUR)            | 2000     | Colon, Zulia           | [ 24 ] |

### Privadas
| Nome                                                          | Fundada | Sede[A]           | Ref.          |
| ------------------------------------------------------------- | ------- | ----------------- | ------------- |
| Instituto Universitario Politécnico "Santiago Mariño" (IUPSM) | 1991    | Barcelona         | [ 25 ]        |
| Universidad Alejandro de Humboldt (UNIHUMBOLDT)               | 1997    | Caracas           | [ 26 ]        |
| Universidad Alonso de Ojeda (UNIOJEDA)                        | 2002    | Ciudad Ojeda      | [ 27 ]        |
| Universidad Arturo Michelena (UAM)                            | 2001    | Valencia          | [ 28 ]        |
| Universidad Bicentenaria de Aragua (UBA)                      | 1986    | Maracay           | [ 29 ]        |
| Universidad Rafael Urdaneta (URU)                             | 1974    | Maracaibo         | [ 30 ]        |
| Universidade Católica Andrés Bello (UCAB)                     | 1953    | Caracas           | [ 31 ]        |
| Universidad Católica Cecilio Acosta (UNICA)                   | 1983    | Maracaibo         | [ 32 ]        |
| Universidad Católica del Táchira (UCAT)                       | 1962[B] | San Cristóbal     | [ 33 ]        |
| Universidad Católica Santa Rosa (SANTAROSA)                   | 1999[C] | Caracas           | [ 34 ]        |
| Universidad de Margarita (UNIMAR)                             | 2000    | Ilha de Margarita | [ 35 ]        |
| Universidad Dr. José Gregorio Hernández (UJGH)                | 2002    | Valera            | [ 36 ]        |
| Universidad Fermín Toro (UFT)                                 | 1989    | Barquisimeto      | [ 37 ]        |
| Universidad José Antonio Páez (UJAP)                          | 1997    | Valencia          | [ 38 ]        |
| Universidad José María Vargas (UJMV)                          | 1995    | Caracas           | [ 39 ]        |
| Universidad Metropolitana (UNIMET)                            | 1970    | Caracas           | [ 40 ]        |
| Universidad Monteávila (UMA)                                  | 1998    | Caracas           | [ 41 ]        |
| Universidad Nororiental Gran Mariscal de Ayacucho (UGMA)      | 1987    | Barcelona         | [ 42 ]        |
| Universidad Nueva Esparta (UNE)                               | 1954    | Caracas           | [ 43 ]        |
| Universidad Panamericana del Puerto (UNIPAP)                  | 2003    | Puerto Cabello    | [ 44 ]        |
| Universidad Rafael Belloso Chacin (URBE)                      | 1989    | Maracaibo         | [ 45 ]        |
| Universidad Santa María (USM)                                 | 1983    | Caracas           | [ 46 ] [ 47 ] |
| Universidad Tecnológica del Centro (UNITEC)                   | 1979    | Guacara           | [ 48 ]        |
| Universidad Valle del Momboy (UVM)                            | 1997    | Valera            | [ 49 ]        |
| Universidad Yacambú (UNY)                                     | 1989    | Barquisimeto      | [ 50 ]        |